# Jan Laštůvka
Jan Laštůvka [ˈjan ˈlaʃtuːvka] (* 7. Juli 1982 in Havířov) ist ein tschechischer Fußballspieler.

## Vereinskarriere
Jan Laštůvka begann seine Karriere beim FC Karviná, mit 18 Jahren wechselte er zu Baník Ostrava. Dort kam der Torwart in seiner ersten Saison noch nicht zum Einsatz, danach spielte Laštůvka aber regelmäßig.
Im Sommer 2004 wechselte das Torwarttalent zum ukrainischen Spitzenklub Schachtar Donezk. Anfang 2006 musste er sich einer Leistenoperation unterziehen und kam deshalb auf nur 13 Einsätze in der Saison 2005/06, 2004/05 waren es noch 22 Einsätze. Er wurde sowohl 2005, als auch 2006 ukrainischer Meister. Zudem gewann er mit der Mannschaft 2005 den ukrainischen Supercup. Ende August 2006 wechselte Laštůvka auf Leihbasis zum FC Fulham.
In der Saison 2007/08 war Laštůvka ohne Kaufoption an den VfL Bochum ausgeliehen. Zur Saison 2008/09 kehrte der Tscheche zwar zunächst nach Donezk zurück, wurde kurze Zeit später an den englischen Erstligisten West Ham United ausgeliehen. Im August 2009 wechselte Laštůvka zum ukrainischen Erstligisten Dnipro Dnipropetrowsk. Dort unterschrieb der Torhüter einen Vertrag bis 2012.

## Nationalmannschaft
Laštůvka spielte 17 Mal für die tschechische U21-Nationalmannschaft und hatte einen Einsatz für die U20-Auswahl.
Ende März 2008 wurde Laštůvka zum letzten Testspiel vor der Europameisterschaft das erste Mal von Nationaltrainer Karel Brückner in die tschechische Nationalmannschaft eingeladen. Gegen Dänemark blieb der Torhüter auf der Ersatzbank.
Am 3. September 2011 kam er unter Trainer Michal Bílek zu seinem Debüt in der A-Nationalmannschaft, als er im Auswärtsspiel der EM-Qualifikation gegen Schottland (2:2) in der Startelf stand.